# Metasideronatrita
La metasideronatrita és un mineral de la classe dels sulfats. El seu nom prové del grec meta i del mineral sideronatrita. És un sulfat rar de sodi i ferro que es troba en regions àrides. Pot rehidratar-se de manera reversible a sideronatrita; per a fer-ho depén de la humitat relativa i de la llum solar que li arriba.

## Classificació
Segons la classificació de Nickel-Strunz, la metasideronatrita pertany a «07.DF - Sulfats (selenats, etc.) amb anions addicionals, amb H₂O, amb cations de mida mitjana i grans» juntament amb els següents minerals: uklonskovita, natrocalcita, elyita, sideronatrita, despujolsita, fleischerita, schaurteïta, mallestigita, slavikita, metavoltina, lannonita, vlodavetsita, peretaïta, gordaïta, clairita, arzrunita, riomarinaïta, yecoraïta, dukeïta, caïnita i xocolatlita.

## Característiques
La metasideronatrita és un sulfat de fórmula química Na₂Fe(SO₄)₂(OH)·H₂O. Cristal·litza en el sistema ortoròmbic. La seva duresa a l'escala de Mohs és 1,5 a 2,5.

## Formació i jaciments
Es forma en regions àrides associat amb altres sulfats secundàris. S'ha descrit a Xile, la Xina, República Txeca, Alemanya, Grècia, Irlanda, Itàlia, Namíbia, Espanya, Suïssa, Regne Unit i els Estats Units.